# Dębogóra (Pojezierze Kaszubskie)
Dębogóra – wzniesienie o wysokości 92,2 m n.p.m., znajduje się na Pojezierzu Kaszubskim i położone jest w woj. pomorskim, w powiecie lęborskim, na obszarze administracyjnym miasta Lęborka.
Ok. 1,5 km na północ od wzniesienia znajduje się centrum miasta.
Do 1945 r. stosowano niemiecką nazwą Eck Berg. W 1949 r. ustalono urzędowo polską nazwę Dębogóra.